# 斯瓦列茨科耶湖
58°41′41″N 28°46′01″E / 58.6946028°N 28.7668419°E
斯瓦列茨科耶湖（俄语：Сварецкое озеро），是俄羅斯的湖泊，位於該國西北部，由普斯科夫州負責管轄，處於普柳薩區，面積0.32平方公里，集水區面積4.35平方公里，平均水深1.5米，最大水深4米。